# Francisco Rodríguez Estay
Francisco Mauricio Rodríguez Estay (Quillota, Chile, 26 de octubre de 1966) es un exfutbolista chileno. Jugaba de lateral izquierdo, y es recordado por sus campañas en Santiago Wanderers.

## Clubes
| Club               | País  | Año       |
| ------------------ | ----- | --------- |
| San Luis           | Chile | 1984-1988 |
| Deportes La Serena | Chile | 1988-1989 |
| Lozapenco          | Chile | 1990      |
| Santiago Wanderers | Chile | 1991-1993 |
| San Luis           | Chile | 1994      |
| Santiago Wanderers | Chile | 1994-1996 |
| Everton            | Chile | 1997      |

## Palmarés

### Campeonatos nacionales
| Título    | Club               | País  | Año  |
| --------- | ------------------ | ----- | ---- |
| Primera B | Santiago Wanderers | Chile | 1995 |